# Кшелюв (Нижньосілезьке воєводство)
Кшелюв (пол. Krzelów, нім. Krehlau) — село в Польщі, у гміні Вінсько Воловського повіту Нижньосілезького воєводства.
Населення — 845 осіб (2011).
У 1975-1998 роках село належало до Вроцлавського воєводства.

## Демографія
Демографічна структура станом на 31 березня 2011 року:
|          | Загалом | Допрацездатний вік | Працездатний вік | Постпрацездатний вік |
| -------- | ------- | ------------------ | ---------------- | -------------------- |
| Чоловіки | 408     | 89                 | 289              | 30                   |
| Жінки    | 437     | 88                 | 246              | 103                  |
| Разом    | 845     | 177                | 535              | 133                  |